# Lina (chanteuse)
Pour les articles homonymes, voir Lina.

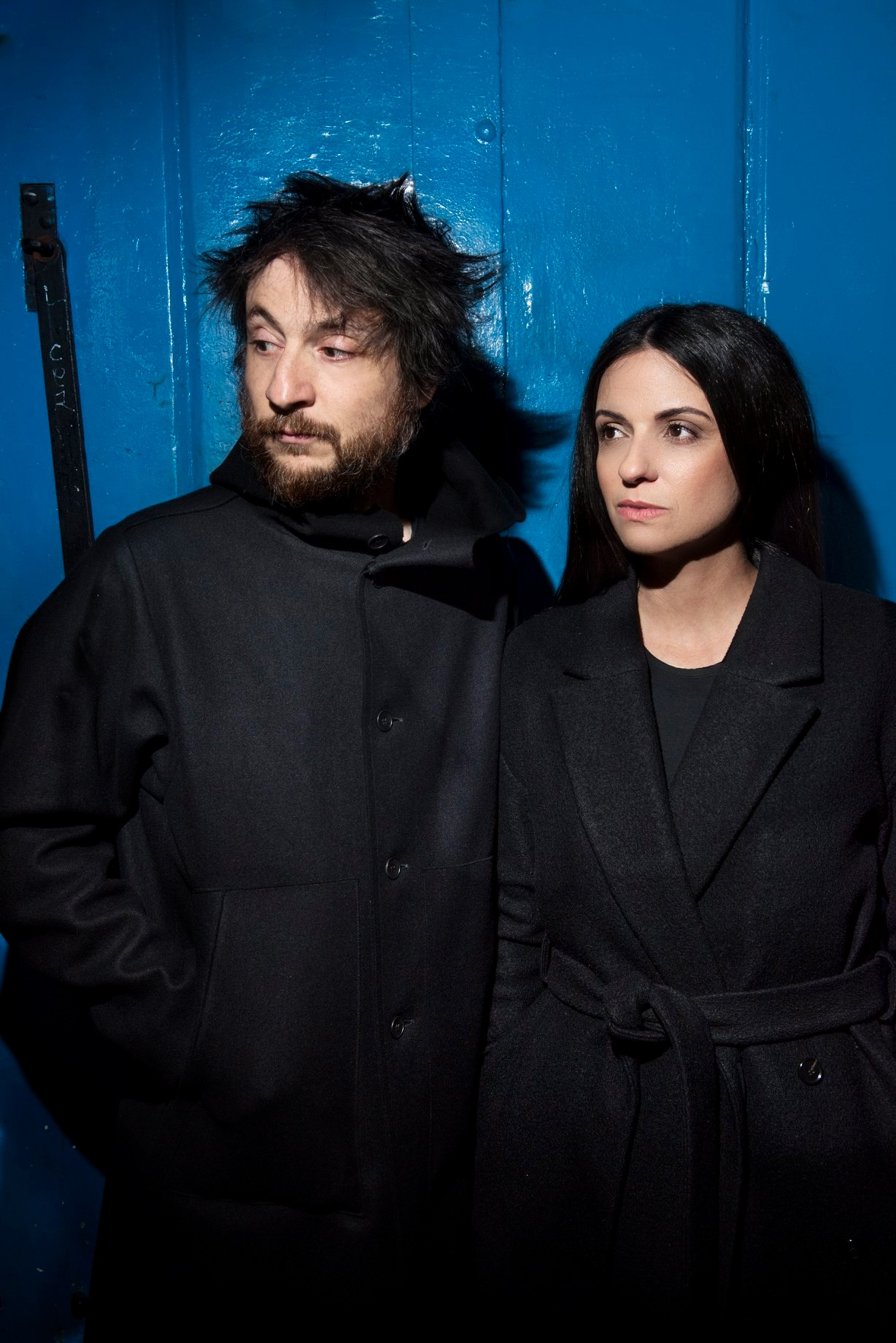
Lina et Raül Refree

Lina ou Lina Rodrigues est une chanteuse de fado née à Hambourg en Allemagne  le 12 avril 1984.
En 2024, elle publie Fado Camões, un album dans lequel elle chante la poésie de Luís de Camões.

## Discographie
- 2014 : Carolina sous le nom de Carolina
- 2017 : EnCantado sous le nom de Carolina
- 2020 : Lina_Raül Refree (pt) avec Raül Refree, Glitterbeat
- 2024 : Fado Camões